# Траурные мухоловки
Траурные мухоловки (лат. Peneothello) - род воробьиных птиц птиц из семейства Австралийские зарянки.

## Виды
- Белокрылая траурная мухоловка Peneothello sigillata (De Vis, 1890)
- Серая траурная мухоловка Peneothello cryptoleuca (Hartert, 1930)
- Тёмная траурная мухоловка Peneothello cyanus (Salvadori, 1874)
- Белопоясничная траурная мухоловка Peneothello bimaculata (Salvadori, 1874)
- Peneothello pulverulenta (Bonaparte, 1850)